# Партия единства Того
Партия единства Того (фр. Parti de l'unité togolaise, PUT), ранее Комитет единства Того (фр. Comité de l'unité togolaise, CUT), — политическая партия Того. Партия была основана 13 марта 1941 года как Комитет единства Того Силванусом Олимпио. Со временем партия радикализовалась и с 1947 года выступала за самоопределение. В 1951 году умеренная фракция покинула партию и образовала Союз вождей и народов Севера. С 1951 по 1958 годы Комитет единства Того был основной оппозиционной партией Французского Того, представлявшей главное направление антиколониального движения этой территории.

## История
Комитет единства Того был основан в 1941 году как ассоциация видных деятелей из северного и южного Того в сообществе, лояльном Франции.
Партийный кандидат Мартен Акю был избран в 1946 году во Национальное собрание Франции. Однако во время следующих выборов 1951 года он проиграл Николасу Грюницкому и, устав от давления колониальной администрации, переехал в Гану.
В апреле 1958 года, во время выборов в законодательные органы, тоголезские избиратели подавляющим большинством проголосовали за сторонников независимости, представлявших Комитет единства Того. Силванус Олимпио стал лидером территории и был назначен премьер-министром Автономной республики Того.
В 1963 году Силванус Олимпио отказался реинтегрировать в тоголезскую армию солдат, сражавшихся во французской армии во время алжирской войны. Эти солдаты, в основном из народа кабье, проживавшего на севере Того, при поддержке французских спецслужб совершили переворот в ночь с 12 на 13 января 1963 года. Группа солдат во главе с Этьенном Эйадема убила Силвана Олимпио. Комитет единства Того был распущен.

## Участие в выборах

### Президентские выборы
| Год  | Кандидат         | Голоса     | Голоса | Результат |
| Год  | Кандидат         | Количество | %      | Результат |
| ---- | ---------------- | ---------- | ------ | --------- |
| 1961 | Силванус Олимпио | 560 938    | 100 %  | Победа    |

### Парламентские выборы
| Выборы | Лидер            | Голоса                 | %      | Места    | +/-  | Положение |
| ------ | ---------------- | ---------------------- | ------ | -------- | ---- | --------- |
| 1946   | Силванус Олимпио |                        |        | 14 из 30 | ▲ 14 | ▲ 1       |
| 1951   | Силванус Олимпио |                        |        | 1 из 30  | ▼ 13 | ▼ 3       |
| 1952   | Силванус Олимпио | 10 650 альянс с Ювенто | 25,7 % | 9 из 30  | ▲ 8  | ▲ 2       |
| 1955   | Силванус Олимпио | бойкот                 | бойкот | 0 из 30  | ▼ 9  |           |
| 1958   | Силванус Олимпио | 190,098                | 61.2 % | 29 из 46 | ▲ 29 | ▲ 1       |
| 1961   | Силванус Олимпио | 560 938                | 100 %  | 52 из 52 | ▲ 23 | ▬ 1       |